# Gmina Dubuque

Położenie Gminy Dubuque w hrabstwie Dubuque

Gmina Dubuque (ang. Dubuque Township) – gmina w USA, w stanie Iowa, w hrabstwie Dubuque. Według danych z 2000 roku gmina miała 5018 mieszkańców, a jej powierzchnia wynosi 38,8 km².